# U.S. Route 80
U.S Route 80 (också kallad U.S. Highway 80 eller med förkortningen  US 80) är en amerikansk landsväg.